# TV Nacional do Brasil
TV Nacional do Brasil (conhecida pela sigla NBR, também chamada de TV NBR) foi um canal de televisão brasileiro controlado pelo Governo Federal. Tinha a missão de oferecer aos telespectadores informações sobre as políticas, as ações e o dia a dia do Poder Executivo. O canal foi inaugurado em 30 de janeiro de 1998, no governo do presidente Fernando Henrique Cardoso. Porém, as transmissões iniciaram somente quatro meses e meio depois, sendo 13 de junho de 1998 a data considerada da sua criação.

## História
A TV Nacional do Brasil foi ao ar no dia 13 de junho de 1998. Em seu começo, a grade de programação era casada com a da TV Nacional, canal de TV aberta. Apesar de ser educativa, a nova emissora transmitiu ao vivo todos os atos, solenidades e inaugurações do ex-presidente Fernando Henrique Cardoso e até ganhou várias afiliadas (como a TV Cultura do Pará) e outras 15 cidades no dia 22 de junho de 1998, gerando polêmica por uso ilegal dos meios de comunicação para campanha eleitoral, que ocorria no mesmo ano da inauguração.
A emissora passou a integrar o complexo de comunicações Radiobrás, formado até então por cinco emissoras de rádio, uma emissora de televisão aberta, um centro produção de notícias, setor de produtos jornalísticos (mídia impressa, sinopse, etc) e um serviço radiofônico via satélite. A NBR estava fisicamente ligada à TV Nacional por fibra ótica lançada até a Embratel, onde o sinal é digitalizado e transmitido para o satélite, que faz a distribuição do sinal para todo o Brasil. Com a criação da Empresa Brasil de Comunicação (EBC), em 2007, a NBR passou a ser de responsabilidade da EBC Serviços. Em 2018, era estimado um número de 200 pessoas trabalhando para a NBR.

### Fusão da TV NBR com a TV Brasil
Com o início do Governo Bolsonaro e a entrada de um novo ministro na Secretaria de Governo, o militar Carlos Alberto dos Santos Cruz, foi anunciada uma proposta de fusão da NBR com a TV Brasil com o objetivo de reduzir gastos. Para a Folha de S.Paulo, Carlos Santos Cruz disse que a proposta de fusão iria respeitar a legislação de cada uma: "Fazer uma estrutura que transmita o interesse de estado e de governo ao mesmo tempo." A proposta era que a grade de programação do novo canal dê destaque a conteúdos culturais e educativos, mas com perfil mais próximo ao que já existe na NBR. No fim de março, em texto da coluna Radar da Veja, foi anunciado que a NBR seria encerrada, acarretando em dispensa dos quase mil funcionários terceirizados. Parte da produção da NBR foi unida com a nova programação da TV Brasil, que entrou no ar em 10 de abril de 2019, sendo extinta e tendo seu sinal trocado para TV Brasil 2. Os conteúdos que eram disponibilizados no site da NBR foram migrados para a TV Brasil Distribuição, e as redes sociais mudaram para 'TV Brasil Gov'.
Representantes de entidades em defesa do direito à comunicação criticaram, em audiência pública, a fusão da programação da TV Brasil – emissora pública – com a TV NBR – emissora do governo federal. Segundo as entidades, a junção, oficializada em 10 de abril de 2019, fere a Constituição e a legislação brasileiras. Já o diretor-presidente da Empresa Brasil de Comunicação (EBC), Alexandre Graziani Júnior, e deputados governistas acreditam que a medida proporciona economia de recursos e racionalização administrativa.
A Constituição concedeu ao Congresso Nacional o poder de sustar atos do Executivo, como decretos e portarias, quando entender que eles extrapolam o poder regulamentar do governo.

### Desmembramento da TV Brasil
O futuro ministro da Secom, Paulo Pimenta (PT-RS), anunciou na quinta-feira, 29 de dezembro de 2022, durante entrevista à CNN Brasil, que no Governo Lula a TV Brasil seria novamente desmembrada em duas vertentes, com o canal principal voltando a focar em conteúdos educativos e esportivos e o alternativo voltado para ás ações do futuro governo. O anúncio abriu uma vertente para a possível recriação da TV NBR.
No entanto, em 15 de junho de 2023, durante uma reunião com a diretoria da Empresa Brasil de Comunicação (EBC), ficou definido que a TV Brasil voltaria ao seu foco inicial desde a fundação e a TV Brasil 2, que até então ocupava o espaço pertencente à NBR, seria substituída pelo Canal Gov, com a transição ocorrendo no dia 24 de julho.

## Programas
Os programas da TV NBR eram baseados em mostrar as ações de comunicação do Poder Executivo Federal. A NBR transmitia até o último ano no ar 18 horas de programação por dia, ficando sem programação em parte da madrugada (0h e 4h). Até 2018, cerca de 60% eram conteúdos próprios, e os outros 40% derivam de parcerias com outros canais públicos, como TV MEC ou com a TV Câmara. A emissora transmitia os seguintes programas:
- A Grande Jogada
- Ao Vivo: Atividades do Presidente
- A Verdade de Cada Um
- Agenda do Presidente
- Agora Brasil
- Atividades do Governo
- Bom Dia, Ministro
- Cenas do Brasil
- Conexão Ciência (em parceria com a Embrapa)
- Conhecendo Museus
- Conversa Afiada
- Debate NBR
- Diálogo Brasil
- Direto da Fonte
- Direto do Planalto
- Faixa Cultural
- Jornal NBR
- NBR Entrevista
- NBR Esportes
- NBR Esporte Clube
- NBR Jornal
- NBR Madrugada
- NBR Manhã
- NBR Noite
- NBR Notícias
- NBR Notícias de Brasília
- NBR Primeiras Notícias
- NBR Show da Notícia
- NBR Total
- Notícias do Governo
- Notícias da Semana
- Panorama Ipea (em parceria com o Ipea)
- Por Dentro do Governo
- Primeiro Time
- Repórter NBR
- Revista NBR
- Saiba Mais (Saiba+)
- Últimas